# Jet Lag (canção)
"Jet Lag" é o segundo single (e em alguns países lançado como o primeiro single oficial) do Simple Plan de seu quarto álbum de estúdio Get Your Heart On!. O single foi lançado em 25 de abril de 2011, no site oficial da banda, e é apresentado em duas versões: um com a cantora britânica Natasha Bedingfield fornecendo vocais em inglês e um com uma cantora franco-canadense Marie-Mai fornecendo vocais em francês.
O single foi anunciado pelo vocalista Pierre Bouvier e o guitarrista Sébastien Lefebvre em uma mensagem de vídeo especial em 20 de abril de 2010, e foi descrito como o "primeiro single oficial real" do novo álbum.

## Paradas
| Parada (2011)                                    | Melhor posição |
| ------------------------------------------------ | -------------- |
| Austrália (ARIA)                                 | 8              |
| Philippines (Myx International Top 20)           | 1              |
| Canadá (Canadian Hot 100)                        | 11             |
| França (SNEP)                                    | 11             |
| Alemanha (Airplay Chart)                         | 57             |
| Alemanha (Youth Airplay Chart)                   | 3              |
| Japão (Japan Hot 100)                            | 18             |
| Estados Unidos - Billboard Pop Songs             | 18             |
| Estados Unidos - Billboard Dance/Club Play Songs | 1              |
| Brasil - Billboard Brasil Hot 100                | 6              |
| Brasil - Billboard Brasil Hot Pop                | 6              |
| Brasil - Top Mix                                 | 1              |
| Brasil - Ponto Pop 10                            | 4              |